# 기요스성

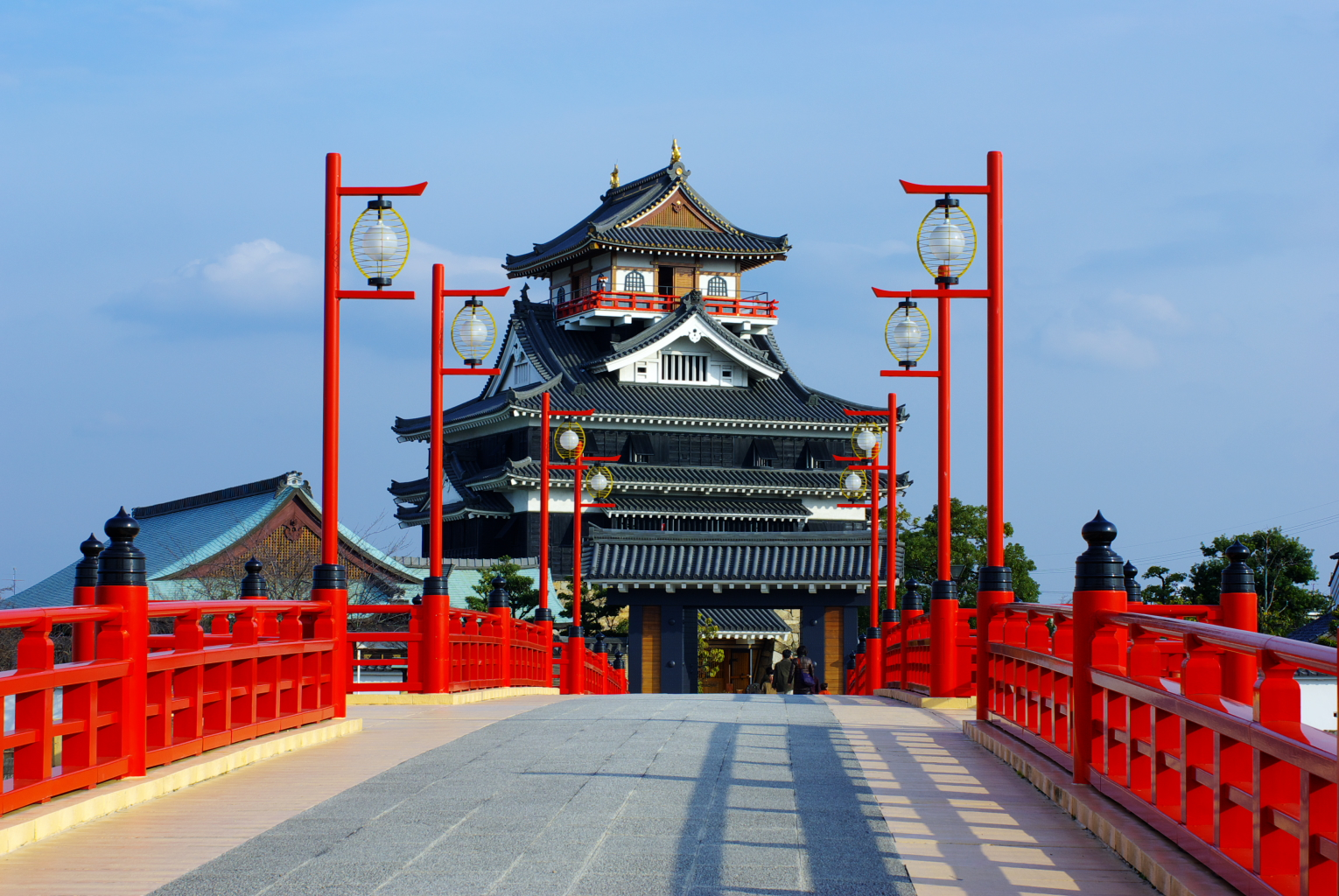
기요스 성

기요스성(일본어: 清洲城 기요스조[*])는 아이치현 기요스시에 있었던 성이다. 한자가 다른 기요스 성(清須城)으로 표기하기도 한다. 기요스는 옛 오와리국 중심에 위치하였고, 한때 오와리국의 슈고가 기거해 정치 문화의 중심지였고, 교토와 가마쿠라를 있는 도로와 이세 가도 등이 지나가는 교통의 요지였다.

## 역사
무로마치 시대 ~ 아즈치모모야마 시대
1405년 오와리국, 도토미국, 에치젠국의 슈고 시바 요시시게에 의해 당시 슈고의 거처였던 오리즈 성의 별성으로 축성한 것이 기요스 성의 출발점이다. 1476년 오와리 슈고 대리직을 역임한 오다 가문의 내분이 일어나 오리즈 성이 소실되자, 1478년 슈고의 거처가 기요스 성으로 이전되었다. 잠시동안 오다 단조추 가문의 오다 노부히데가 기요스 부교로서 기거한 것 이외에는 오다 야마토노카미 가문(기요스 오다 가문)의 거성으로 오와리 하4군을 다스리는 슈고 대리직의 오다 가문의 성으로 사용되었다.
1555년 오와리 슈고 대리 오다 노부토모가 오다 노부나가에 의해 살해된 후, 오다 노부나가는 자신의 거성인 나고야 성에서 기요스 성으로 처소를 옮긴 후 대대적으로 수리를 한다. 1560년 이마가와 요시모토와 노부나가의 오케하자마 전투 후, 1562년 이마가와 가문의 배하에 있던 도쿠가와 이에야스와 노부나가는 기요스 성에서 동맹을 채결한다. 1563년 오다 노부나가가 미노국의 사이토 가문과의 일전을 준비하기 위해 고마키 산성으로 이동한 후, 기요스 성에는 성주 대리가 파견되었다.
1582년 혼노지의 변에서 노부나가가 죽자, 기요스 성에서는 노부나가의 후계를 결정하는 기요스 회의가 열린다. 이 회의 결과 기요스 성은 차남 오다 노부카쓰가 상속하게 된다. 1586년 노부카쓰는 2중의 해자와 대천수, 소천수를 갖춘 성으로 대대적으로 개축한다. 1590년 오다와라 정벌에서 노부카쓰는 당시 정권을 장악한 도요토미 히데요시의 영지 교환 조건을 거절하여 영지가 몰수된 후, 1595년 히데요시의 가신 후쿠시마 마사노리가 성주로 부임하게 된다.
에도 시대
1600년 세키가하라 전투 무렵 기요스 성은 동군의 후방거점으로 사용되었고, 전후, 기요스 성주 후쿠시마 마사노리는 아키국으로 전봉된다. 이를 대신해 도쿠가와 이에야스 4남 마쓰다이라 다다요시가 입성하지만, 세키가하라 전투의 부상으로 병사하고, 1607년는 이에야스의 9남 도쿠가와 요시나오가 입성한다.
1609년 도쿠가와 이에야스의 명령에 의해 기요스 번주 도쿠가와 요시나오는 나고야로의 천부를 명받고, 1610년부터 기요스 성 주변마을과 주민을 나고야 성 주변으로 이주 시킨다. 이를 기요스 고에시라고 부른다. 이 때 기요스 성의 천수와 성의 부재가 나고야 성의 자재로 사용되었고, 나고야 성의 사이호쿠 망루는 기요스 성의 천수 자재를 사용했기 때문에 기요스 망루로도 불리고 있다. 1613년 나고야 성의 완공과 마을 이전이 완료되자 기요스 성은 폐성된다.
현재
현재 성터는 개발되어 대부분 소실되었고, 더욱이 철로인 도카이도 본선과 도카이도 신칸센이 성터를 가로질어 놓여 있다. 성의 잔재로는 혼마루의 성루 일부반 남아있을 뿐이다. 성터는 공원으로 정비되어, 도카이도 본선의 남쪽은 기요스 공원이, 북쪽은 기요스 옛 성터 공원(清洲古城跡公園)이 있다. 성터 옆으로 흐르는 고조 강의 호안 공사때 발굴된 석단의 일부가 공원내에 복원되어 있다.
천수는 1989년 구(舊) 기요스 정 제정 100주년을 기념해 세워진 것으로 철근콘크리트 구조로 되어 있다. 천수의 원래 장소와 외관과는 동떨어진 모의 천수이다.

## 남아있는 건조물

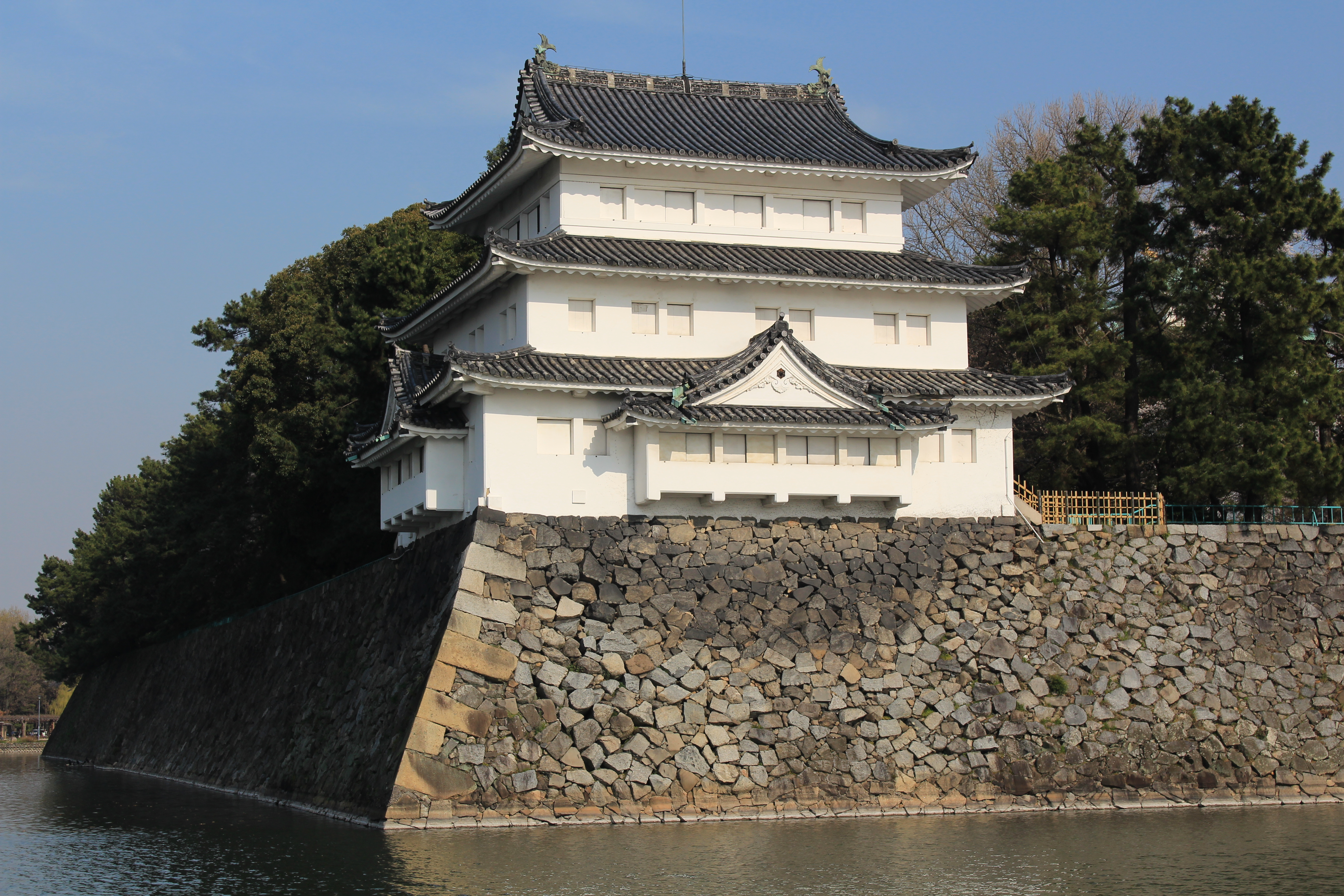
나고야 성의 기요스 망루

현재, 기요스 성의 유구는 기요스 성의 천수가 부재로 사용된 나고야 성의 사이호쿠 망루(기요스 망루)가 있으며, 중요문화재로 지정되어 있다. 또, 성문은 오와리아사히시의 료후쿠지(良福寺) 산문으로 이축되었으며, 그 역시 문화재로 지정되어 있다. 기요스 성의 장벽화는 소켄지(総見寺)에 있으며, 아이치 현 지정문화재이다.
아울러, 2010년 1월 기요스 시의 《기요스 고에시 4백년사업》의 홍보대사로 피겨 스케이팅 선수인 오다 노부나리를 명예 성주로 입명했다. 성주의 임기는 1년이다.

## 같이 보기
- 기요스 회의